# إسماعيل كندي
إسماعيل‌ كندي هي قرية في مقاطعة بارس أباد، إيران. عدد سكان هذه القرية هو 926 في سنة 2006.